# Triuridaceae
Famille
Synonymes
- Lacandoniaceae E. Martínez & Ramos[2]

La famille des Triuridacées est une famille de plantes monocotylédones qui comprend moins de cent espèces réparties en une dizaine de genres.
Ce sont des plantes très particulières.
Il faut rajouter à ces espèces Lacandonia schismatica une plante herbacée grèle, pérenne, rhizomateuse, sans feuilles et sans chlorophylle, originaire du Mexique, seule représentante pour certains auteurs d'une famille qu'ils nomment les Lacandonicées.

## Étymologie
Le nom vient du genre Triuris qui vient du grec τρια (tria) trois et ουρά (oura) queue, en référence aux fleurs qui ont trois tépales en formant de longues pointes.

## Classification
La classification phylogénétique situe cette famille dans l'ordre des Pandanales.

## Liste des espèces et genres
Selon Catalogue of Life (18 septembre 2017) :
- genre Kihansia
- genre Kupea (en)
- genre Lacandonia (en)
- genre Peltophyllum (en)
- genre Sciaphila (en)
- genre Seychellaria (en)
- genre Soridium (en)
- genre Triuridopsis (en)
- genre Triuris (en)

Selon DELTA Angio (18 septembre 2017) :
- genre Andruris (en)
- genre Hexuris (en)
- genre Hyalisma (en)
- genre Sciaphila
- genre Seychellaris
- genre Soridium
- genre Triuris

Selon GRIN (18 septembre 2017) :
- genre Lacandonia
  - Lacandonia schismatica E. Martínez & Ramos
- genre Sciaphila
  - Sciaphila purpurea Benth.
- genre Triuris
  - Triuris brevistylis Donn. Sm.
  - Triuris hyalina Miers

Selon ITIS (18 septembre 2017) :
- genre Sciaphila Blume

Selon World Checklist of Selected Plant Families (WCSP) (18 septembre 2017) :
- genre Kihansia Cheek (2003 publ. 2004)
  - Kihansia jengiensis Sainge & Kenfack, Kew Bull. (2015)
  - Kihansia lovettii Cheek (2003 publ. 2004)
- genre Kupea Cheek & S.A.Williams (2003)
  - Kupea jonii Cheek (2003 publ. 2004)
  - Kupea martinetugei Cheek & S.A.Williams (2003)
- genre Lacandonia E.Martínez & Ramos (1989)
  - Lacandonia brasiliana A.Melo & M.Alves (2012)
  - Lacandonia schismatica E.Martínez & Ramos (1989)
- genre Peltophyllum Gardner (1843)
  - Peltophyllum caudatum (Poulsen) R.Schmid & M.D.Turner (1977)
  - Peltophyllum luteum Gardner (1843)
- genre Sciaphila Blume (1826)
  - Sciaphila africana A.Chev. (1908)
  - Sciaphila alba Tsukaya & Suetsugu (2014)
  - Sciaphila albescens Benth. (1855)
  - Sciaphila aneitensis Hemsl. (1907)
  - Sciaphila arcuata Aver. (2007)
  - Sciaphila arfakiana Becc. (1890)
  - Sciaphila betung-kerihunensis Tsukaya & H.Okada (2013)
  - Sciaphila brevistyla Tsukaya & H.Okada (2013)
  - Sciaphila consimilis Blume (1851)
  - Sciaphila corallophyton K.Schum. & Schltr. (1905)
  - Sciaphila corniculata Becc. (1890)
  - Sciaphila corymbosa Benth. (1855)
  - Sciaphila densiflora Schltr. (1912)
  - Sciaphila inouei Tsukaya & Suetsugu (2014)
  - Sciaphila janthina (Champ.) Thwaites (1861)
  - Sciaphila jianfenglingensis Han Xu, Y.D.Li & H.Q.Chen (2011)
  - Sciaphila khasiana Benth. & Hook.f. (1883)
  - Sciaphila ledermannii Engl. (1909)
  - Sciaphila micranthera Giesen (1938)
  - Sciaphila multiflora Giesen (1938)
  - Sciaphila nana Blume (1851)
  - Sciaphila oligantha Maas (1981)
  - Sciaphila papillosa Becc. (1890)
  - Sciaphila picta Miers (1850)
  - Sciaphila polygyna Maas (1981)
  - Sciaphila purpurea Benth. (1855)
  - Sciaphila quadribullifera J.J.Sm. (1927)
  - Sciaphila ramosa Fukuy. & T.Suzuki (1936)
  - Sciaphila rubra Maas (1979)
  - Sciaphila schwackeana Johow (1889)
  - Sciaphila secundiflora Thwaites ex Benth. (1855)
  - Sciaphila stellata Aver. (2007)
  - Sciaphila tenella Blume (1826)
  - Sciaphila thaidanica K.Larsen (1961)
  - Sciaphila wariana (Schltr.) Meerend. (1984)
  - Sciaphila winkleri Schltr. (1912)
  - Sciaphila yakushimensis Suetsugu, Tsukaya & H.Ohashi (2016)
- genre Seychellaria Hemsl. (1907)
  - Seychellaria africana Vollesen (1982)
  - Seychellaria barbata Nuraliev & Cheek (2016)
  - Seychellaria madagascariensis C.H.Wright (1912)
  - Seychellaria perrieri Schltr. (1923)
  - Seychellaria thomassetii Hemsl. (1907)
- genre Soridium Miers (1850)
  - Soridium spruceanum Miers (1850)
- genre Triuridopsis H.Maas & Maas (1994)
  - Triuridopsis intermedia T.Franke, Beenken & C.Hahn (2000 publ. 2001)
  - Triuridopsis peruviana H.Maas & Maas (1994)
- genre Triuris Miers (1841)
  - Triuris alata Brade (1943)
  - Triuris brevistylis Donn.Sm. (1891)
  - Triuris hexophthalma Maas (1986)
  - Triuris hyalina Miers (1841)

Selon NCBI (18 septembre 2017) :
- genre Andruris
- genre Kihansia
- genre Kupea
  - Kupea martinetugei
- genre Lacandonia
  - Lacandonia schismatica
- genre Sciaphila
  - Sciaphila albescens
  - Sciaphila densiflora
  - Sciaphila japonica
  - Sciaphila ledermannii
  - Sciaphila nana
  - Sciaphila picta
  - Sciaphila purpurea
  - Sciaphila quadribullifera
  - Sciaphila tenella
  - Sciaphila tosaensis
- genre Seychellaria
  - Seychellaria africana
  - Seychellaria madagascariensis
- genre Soridium
  - Soridium spruceanum
- genre Triuris
  - Triuris hexophthalma
  - Triuris hyalina

Selon Paleobiology Database (18 septembre 2017) :
- genre Mabelia
- genre Nuhliantha

Selon Tropicos (18 septembre 2017) (Attention liste brute contenant possiblement des synonymes) :
- genre Andruris Schltr.
- genre Aphylleia Champ.
- genre Hexuris Miers
- genre Hyalisma Champion
- genre Kihansia Cheek
- genre Kupea Cheek & S. A. Williams
- genre Lacandonia E. Martínez & Ramos
- genre Mabelia M.A. Gandolfo, Nixon & Crepet
- genre Parexuris Nakai & Maekawa
- genre Peltophyllum Gardner
- genre Sciaphila Blume
- genre Seychellaria Hemsl.
- genre Soridium Miers
- genre Triuridopsis H. Maas & Maas
- genre Triuris Miers